# 铜质勇气勋章
铜质勇气勋章（意大利语：Medaglia di bronzo al Valore Militare）是为勇敢行为而颁发的意大利勋章。
1833年3月26，撒丁岛查尔斯·阿尔贝特设立了银质勇气勋章，还有更高军阶的金质勇气勋章和银质勇气勋章。
这些勋章和「Croce di Guerra al Valor Militare」（勇气十字勋章——仅在战争期间颁发）一样，1932年11月4日通过皇家法令设立，其目的界定为“为英勇军事行为的先锋致予杰出而公开的荣誉，即使在和平时期，为构建武装力量提供紧密相连的勋章，无论他的环境或才能”。
一战期间，为个人英雄主义行为授予的勋章次数约为60,244次（与之比较，银质勋章为38,614次，金质勋章为368次）。

## 著名受奖者
埃内斯托·布尔扎利
汉斯-温纳·克劳斯
佩德罗·戴尔·威莱

## 同见
- 金质勇气勋章
- 银质勇气勋章